# Аникин, Роман Борисович
Роман Борисович Аникин (род. 1980) — российский спортсмен по практической стрельбе, трехкратный чемпион России по практической стрельбе из ружья (2016, 2017, 2019), чемпион мира (2018 командный зачет в открытом классе). Мастер спорта международного класса.
Член спортивной команды Концерна Калашников и патронного завода «Феттеръ».
Участие в соревнования начал в 2014 году, первый титул Чемпиона России получил выиграв Чемпионат России по практической стрельбе из ружья в 2016 году в Тольятти. До 2017 года выступал на соревнования по ружью, а с 2017 года принимает участия по видам оружия карабин и карабин под пистолетный патрон (PCC).